# Ambasada Burundi w Moskwie
Ambasada Burundi w Moskwie – misja dyplomatyczna Republiki Burundi w Federacji Rosyjskiej.
Ambasador Burundi w Moskwie oprócz Federacji Rosyjskiej akredytowany jest również m.in. w Rzeczypospolitej Polskiej.

## Historia
Relacje dyplomatyczne pomiędzy Burundi a Związkiem Radzieckim sięgają 1962, czyli roku uzyskania niepodległości przez Burundi.